# Маевга
Маевга, Маялга — река в России, протекает в Подосиновском районе Кировской области. Устье реки находится в 171 км по левому берегу реки Юг. Длина реки составляет 10 км.
Исток реки находится на Северных Увалах в болоте Юрмыш в 7 км к северо-западу от деревни Большероманово. Генеральное направление течения - юго-восток, русло сильно извилистое. В нижнем течении протекает покинутые деревни Чухарево и Великий Двор. Приток - Плоская (правый). Впадает в Юг в деревне Большероманово.

## Данные водного реестра
По данным государственного водного реестра России и геоинформационной системы водохозяйственного районирования территории РФ, подготовленной Федеральным агентством водных ресурсов:
- Бассейновый округ — Двинско-Печорский
- Речной бассейн — Северная Двина
- Речной подбассейн — Малая Северная Двина
- Водохозяйственный участок — Юг
- Код водного объекта — 03020100212103000011252